# Monte Tinisa
Monte Tinisa – szczyt w Alpach Karnickich. Leży w północnych Włoszech, w prowincji Udine. U stóp szczytu leżą miasta Ampezzo i Sauris. Szczyt można osiągnąć drogą ze schroniska Rifugio Tita Piaz, do którego można dojść z Ampezzo.